# 두송자

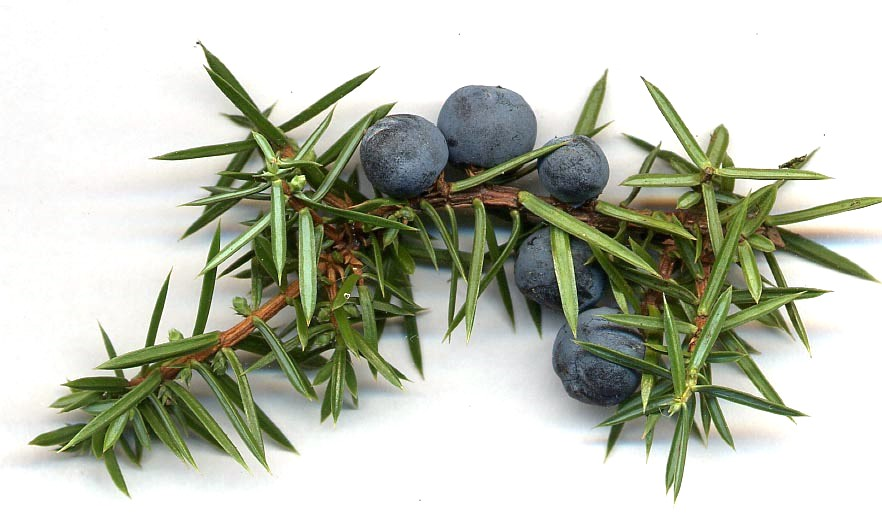
두송자

두송자(杜松子) 또는 두송실(杜松實)은 노간주나무, 두송 등 향나무속 식물의 열매이다.

## 이용
두송자에서 짜낸 기름인 두송유는 방향유로서, 약재로 쓰거나 아로마테라피, 향수 등에 쓴다.

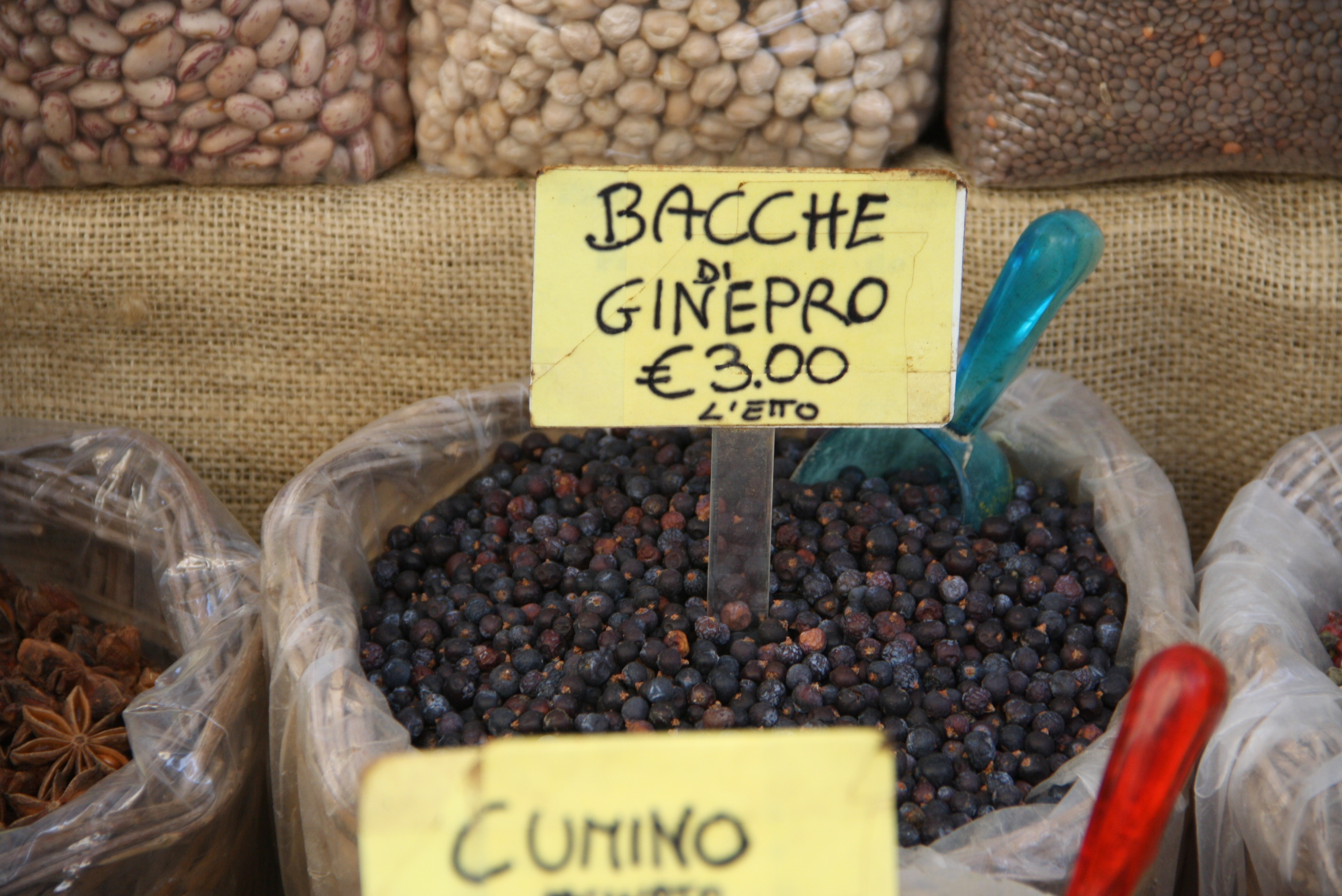
말린 두송자